# Fritz Kahl (Mediziner)

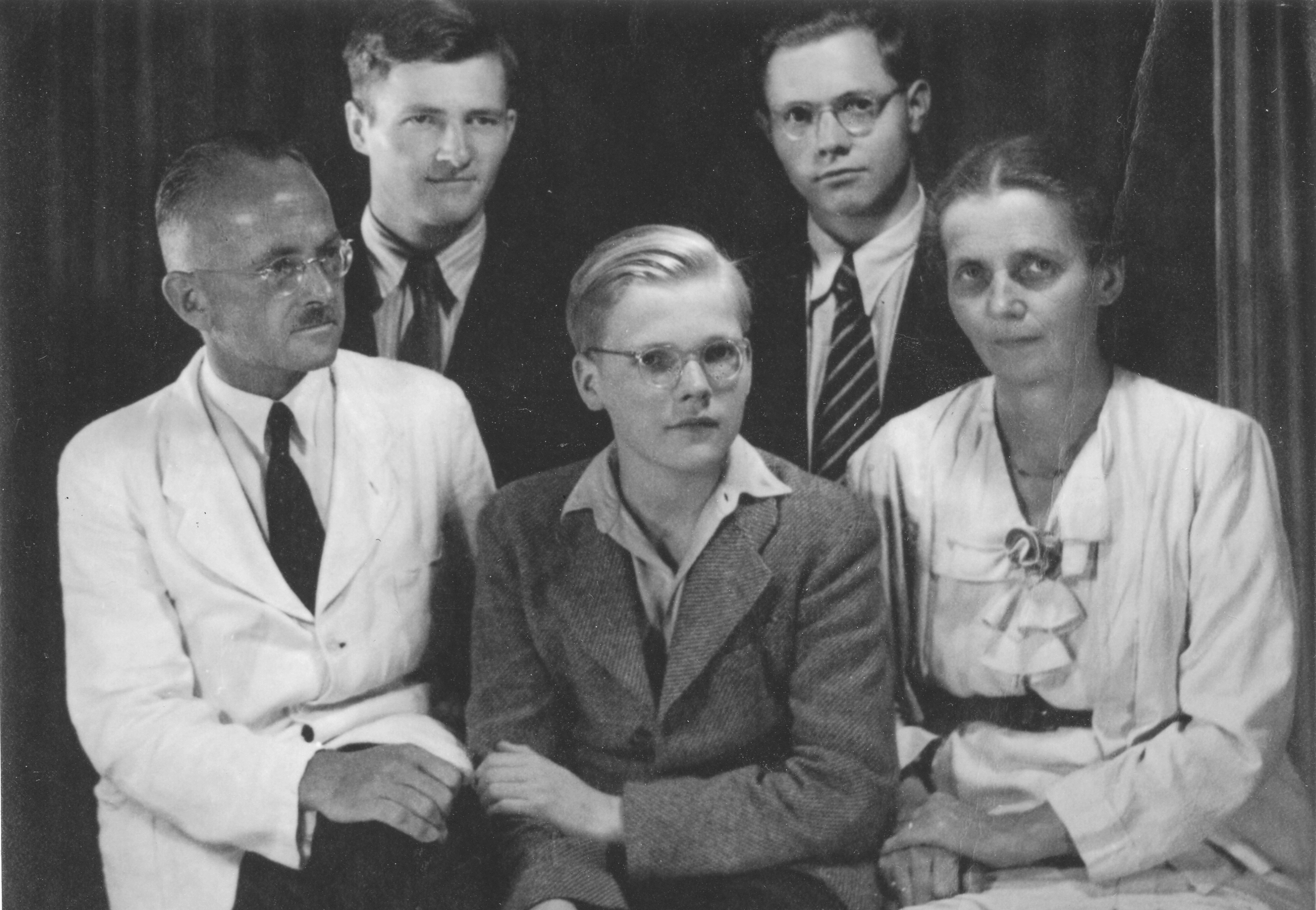
Fritz und Margarethe Kahl mit Söhnen (1947)

Fritz Kahl (* 7. Dezember 1895 in Sterbfritz, Landkreis Schlüchtern; † 1974 in Weilburg) war ein deutscher Arzt aus Frankfurt am Main. Mit seiner Frau Margarete Kahl (* 15. November 1896 in Schlüchtern; † 1958 in Frankfurt am Main) rettete er Juden vor der Deportation in die Vernichtungslager und half vielen Verfolgten in der NS-Zeit. Das Ehepaar Fritz und Margarete Kahl wurde im Jahre 2006 von der Gedenkstätte Yad Vashem als „Gerechte unter den Völkern“ geehrt.

## Werdegang
Fritz Kahl wurde als Sohn des evangelischen Pfarrers und späteren Kirchenrats Heinrich Kahl (1863–1937) und seiner Frau Else geboren. Die Familie zog 1905 nach Frankfurt am Main, als der Vater Gemeindepfarrer an der Jakobskirche und dann an der 1912 neu erbauten Markuskirche wurde. Fritz Kahl wuchs in einem Elternhaus auf, das von einem liberalen Geist geprägt war. Sein Vater war zugleich Vorsitzender des Trägervereins eines dortigen Krankenhauses, aus dem sich in den 1920er Jahren in Zusammenarbeit mit dem Chirurgen Otto Loewe das Markus-Krankenhaus entwickelte.
Fritz Kahl meldete sich nach dem Abitur 1914 am Frankfurter Lessing-Gymnasium als Kriegsfreiwilliger und war zuletzt Leutnant der Reserve und Kompanieführer. Anschließend studierte er Medizin in Frankfurt am Main und Marburg. Dort wandte er sich, empört über den von ihm als ungerecht empfundenen Versailler Vertrag, rechten Studentenkreisen zu. 1923 trat er dem Stahlhelm, Bund der Frontsoldaten bei. Nach seiner Zeit als Assistenzarzt am Hospital zum Heiligen Geist und Promotion heiratete er 1924 die um ein Jahr jüngere Margarete Zimmermann und ließ sich als praktischer Arzt im Pfarrhaus seiner Eltern in der Falkstraße, ab 1928 in der Franz-Rücker-Allee 10, ab 1933 in der Ginnheimer Straße 7 und schließlich ab 1938 im Haus Blanchardstraße 22 in Frankfurt-Bockenheim nieder. Aufgrund der Nähe zur Universität lebten zeitweilig im Pfarrhaus viele – auch jüdische – Studenten.
Der Vater von Margarete Kahl (geb. Zimmermann) war der früh verstorbener Amtsrichter Hermann Zimmermann (1856–1902) aus Schlüchtern, der gleichzeitig freikonservativer Abgeordneter im Preußischen Landtag in Berlin war.  Auch ihr Stiefvater Georg Winneberger übte den Beruf des Amtsrichters in Zabern und Altkirch im Elsass bis Kriegsbeginn 1914 aus. Margarete Kahl studierte in den frühen 1920er Jahren Medizin in Heidelberg. Ihre Studienfreundin war Elsa Liefmann, die spätere Ehefrau von Adolf Freudenberg, der seit Ende der 1930er Jahre für das Flüchtlingshilfswerk des Ökumenischen Rats der Kirchen in Genf arbeitete und die Judenrettungen von dort aus koordinierte.

## Wirken
Das Ehepaar Kahl lehnte sehr früh den Nationalsozialismus ab. 1933/1934 flog Kahl nach Berlin und setzte sich für einen jüdischen Kollegen ein, dessen Praxis geschlossen werden sollte. Am 9. November 1938 rettete er den Fabrikanten Albert Leon, indem er ihn an der Gestapo vorbei in ein jüdisches Krankenhaus brachte. Trotz Verbots behandelte er auch bis Frühjahr 1945 jüdische Patienten.
Margarete Kahl versorgte Verfolgte in ihrer Umgebung mit Lebensmitteln. 1942 kam der aus dem KZ Majdanek geflohene Jude Robert Eisenstädt zu ihnen ins Haus. Das Ehepaar Kahl organisierte zusammen mit dem Pfarrverweser der Dreifaltigkeitsgemeinde, Heinz Welke, eine Flucht in die Schweiz. Nach langer Vorbereitungszeit floh Eisenstädt mit seiner schwangeren Verlobten Eva Müller mit gefälschten Pässen am 21. Februar 1943 dorthin, bis Singen begleitet von Margarethe Kahl. Eisenstätt informierte in der Schweiz über die Judenvernichtung und berichtete in einer 1944 erschienenen Veröffentlichung über seine Deportation nach Majdanek. Kurze Zeit darauf kam eine weitere Jüdin, Tuschi Müller, zu den Kahls ins Haus. Margarete Kahl bereitete sie im Luftschutzkeller ihres Hauses auf eine Flucht in Richtung Österreich/Ungarn vor. Müller überlebte in Wien.
Auch in Frankfurt am Main lebende jüdische Partner aus einer sogenannten Mischehe wurden gegen Kriegsende verfolgt und erhielten Hilfe. Das „Bockenheimer Netzwerk“, eine Gruppe von Helfern um das Ehepaar Kahl und Pfarrer Welke, warnte vor „Aktionen“ der Gestapo, besorgte Lebensmittel und schützte auf vielfältige Weise die Verfolgten. Nach der Besetzung Frankfurts durch die amerikanischen Truppen im April 1945 wurde Kahl als einer der wenigen unbelasteten Ärzte vom Stadtkommandanten zum „City Health Director“ ernannt, eine Tätigkeit, die er nur kurz ausübte, um sich wieder der eigenen Praxis zuzuwenden.
Das Ehepaar Fritz und Margarete Kahl wurde im Jahre 2006 posthum von der Gedenkstätte Yad Vashem als „Gerechte unter den Völkern“ geehrt. Im Jahre 2008 wurde im Frankfurter Stadtteil Bockenheim zu Ehren des Ehepaars eine Stelle als „Margarete-und-Fritz-Kahl-Anlage“ benannt. Da diese aber keine zugehörigen Hausnummern aufweist, ist sie in Kartenwerken oft nicht verzeichnet.
Margarete und Fritz Kahl hatten vier Kinder, drei Söhne und eine Tochter. Ihr ältester Sohn, der Berliner Internist Eugen Kahl (* 1927) berichtet bei Veranstaltungen als Zeitzeuge.